# Times Like These
Singles de Foo Fighters
All My Life
(2002) Low
(2003)
Times Like These est une chanson du groupe de rock Foo Fighters sortie en single en janvier 2003 comme deuxième extrait de l'album One by One sorti en 2002.

## Liste des titres
Toutes les chansons sont écrites et composées par Dave Grohl, Taylor Hawkins, Nate Mendel, Chris Shiflett.
| 1. | Times Like These                                                  | 4:26 |
| 2. | Planet Claire (live à New York avec Fred Schneider de The B-52's) |      |

| 1. | Times Like These                                                  | 4:26 |
| 2. | Life of Illusion (reprise de Joe Walsh)                           |      |
| 3. | Planet Claire (live à New York avec Fred Schneider de The B-52's) |      |
| 4. | Nice Hat                                                          |      |
| 5. | Back Slapper                                                      |      |

| 1. | Times Like These    | 4:26 |
| 2. | Normal              |      |
| 3. | Learn to Fly (live) |      |
| 4. | Japanese Grunge     |      |

| 1. | Times Like These                        | 4:26 |
| 2. | Life of Illusion (reprise de Joe Walsh) |      |

## Membres du groupe lors de l'enregistrement de la chanson
- Dave Grohl - Chant, guitare, batterie
- Chris Shiflett - Guitare
- Nate Mendel - Basse
- Taylor Hawkins - Batterie

## Classements hebdomadaires
| Classement (2003)                          | Meilleure position |
| ------------------------------------------ | ------------------ |
| Australie (ARIA)                           | 22                 |
| Écosse (OCC)                               | 12                 |
| États-Unis (Billboard Hot 100)             | 65                 |
| États-Unis (Billboard Alternative Airplay) | 5                  |
| États-Unis (Billboard Mainstream Rock)     | 5                  |
| European Hot 100 Singles                   | 43                 |
| Irlande (IRMA)                             | 27                 |
| Pays-Bas (Single Top 100)                  | 90                 |
| Royaume-Uni (UK Singles Chart)             | 12                 |
| Royaume-Uni (UK Rock Chart)                | 1                  |

## Certifications
| Pays              | Certification | Unités certifiées |
| ----------------- | ------------- | ----------------- |
| Australie (ARIA)  | Platine       | 70 000            |
| États-Unis (RIAA) | Platine       | 1 000 000         |
| Royaume-Uni (BPI) | Platine       | 600 000           |

## Version du Live Lounge Allstars
Le 23 avril 2020, pendant le premier confinement au Royaume-Uni, une reprise de la chanson enregistrée par un collectif d'artistes anglais est diffusée sur les chaînes de la BBC. C'est cette dernière qui est à l'origine de ce projet nommé The Stay Home Live Lounge, et pour lequel chaque artiste a été enregistré depuis son domicile.
La chanson sort en single (avec Live Lounge Allstars comme nom du collectif) et se classe en tête des ventes au Royaume-Uni.
Tous les bénéfices sont reversés aux œuvres caritatives britanniques Children in Need et Comic Relief et au fonds de solidarité le l'Organisation mondiale de la santé,.

### Liste des participants
Les artistes ayant participé au chant sont les suivants :
- AJ Tracey
- Anne-Marie
- Ben Johnston (de Biffy Clyro)
- Celeste
- Chris Martin (de Coldplay)
- Dan Smith (de Bastille)
- Dave Grohl (de Foo Fighters)
- Dermot Kennedy
- Dua Lipa
- Ellie Goulding
- Grace Carter
- Hailee Steinfeld
- Jess Glynne
- Luke Hemmings (de 5 Seconds of Summer)
- Mabel
- Mike Kerr (de Royal Blood)
- Paloma Faith
- Rag'n'Bone Man
- Rita Ora
- Simon Neil (de Biffy Clyro)
- Sam Fender
- Sean Paul
- Sigrid
- Yungblud
- Zara Larsson

### Classements hebdomadaires
| Classement (2020)              | Meilleure position |
| ------------------------------ | ------------------ |
| Écosse (OCC)                   | 1                  |
| Royaume-Uni (UK Singles Chart) | 1                  |

### Certification
| Pays              | Certification | Unités certifiée |
| ----------------- | ------------- | ---------------- |
| Royaume-Uni (BPI) | Argent        | 200 000          |